# Lenny Rush
Lenny Rush (nacido el 18 de marzo de 2009) es un actor británico ganador del BAFTA . Es mejor conocido por su trabajo en la serie dramática de comedia de Daisy May Cooper Am I Being Unreasonable? y en la serie Dodger de BBC One. Recibió un premio por su avance en los Premios Nacionales de Comedia de 2023. Ganó dos premios en los premios del programa de la Royal Television Society de 2023, ganando el premio Breakthrough Award y la mejor interpretación de comedia (masculina).

## Primeros años
Hijo de Steve y Lisa Rush, Lenny es de Burnham-on-Crouch, Essex.

## Carrera
Rush apareció por primera vez ante la cámara en el documental de CBeebies Our Family . Comenzó a actuar localmente en la Academia Pauline Quirke en Essex. Interpretó papeles en la serie Apple Tree House de CBeebies y The Dumping Ground de CBBC y había interpretado a Tiny Tim en versiones de A Christmas Carol tanto en el escenario de The Old Vic en Londres en 2017 como en 2018, y en la pantalla en una versión televisada de Steven Knight del clásico de Charles Dickens en 2019.
A Rush se le dio un papel regular en la comedia dramática Dodger junto a Christopher Eccleston. Inicialmente un pequeño papel llamado "The Sweeper", el papel se amplió para Rush y se le dio el nombre del personaje Morgan. Rush también tuvo el papel de Ollie, el hijo del personaje de Daisy May Cooper, en la comedia de BBC One Am I Being Unreasonable? en el que pudo improvisar además de interpretar líneas. Recibió elogios por su actuación en el programa con Lucy Mangan escribiendo en The Guardian: "Qué don tienen en Rush, que tiene las habilidades cómicas y el rango emocional de un actor que le dobla la edad, y el tipo de química con Cooper que es un un placer absoluto de ver."
También hizo una aparición notable en el programa benéfico de recaudación de fondos de BBC One Children In Need en 2022. Rush ganó el premio Breakthrough Award y el premio a la mejor interpretación de comedia (masculino) por Am I Being Unreasonable? en los premios del programa de la Royal Television Society en marzo de 2023.
En junio de 2023, se anunció que Rush interpretaría a Morris en la decimocuarta temporada de Doctor Who.
En octubre de 2023, se anunció que Rush se convertiría en el primer niño presentador a la edad de 14 años en copresentar la apelación Children in Need de 2023.
En noviembre de 2023, Rush fue anunciado como uno de los concursantes de Taskmaster New Year's Treat 2024.

## Vida personal
Rush tiene una enfermedad llamada displasia espondiloepifisaria congénita, una enfermedad que afecta su crecimiento, resultando en enanismo.

## Filmografía
| Año  | Título                               | Papel               | Notas                      |
| ---- | ------------------------------------ | ------------------- | -------------------------- |
| 2018 | Apple Tree House                     | Eli                 | 4 episodios                |
| 2019 | A Christmas Carol                    | Tiny Tim            | Miniserie                  |
| 2020 | Old Vic on Camera: A Christmas Carol | Tiny Tim            |                            |
| 2021 | The Dumping Ground                   | Murphy              | 7 episodios                |
| 2021 | Dodger                               | Morgan/The Sweeper  | Recurrente                 |
| 2022 | Enola Holmes 2                       | Chico del periódico | Película                   |
| 2022 | Am I Being Unreasonable?             | Ollie               | Protagonista (6 episodios) |
| 2023 | Best Interests                       | George              | 1 episodio                 |
| 2023 | La maldición del Queen Mary          | Lukas Caulder       | Película                   |
| 2023 | Children in Need                     | Él mismo            | Presentador                |
| 2024 | Doctor Who                           | Morris              | Serie 14                   |
| 2024 | Taskmaster                           | Él mismo            | Especial de año nuevo      |